# Marcel Joseph
Marcel Maximi Joseph (ur. 30 marca 1997 w Nassau) – bahamski piłkarz grający na pozycji pomocnika.

## Kariera klubowa

### Cubs FC
Joseph grał w Cubs FC w sezonie 2014/2015.

### Eastern Oklahoma Mountaineers
Joseph występował w Eastern Oklahoma Mountaineers w sezonie 2016. Rozegrał dla nich 10 meczów, w których strzelił 2 gole.

### Southern Wesleyan Warriors
Joseph pzeniósł się do Southern Wesleyan Warriors 1 stycznia 2017. Wystąpił w ich barwach 20 razy zdobywając jedną bramkę.

### Southern Nazarene Crimson Storm
Joseph grał w Southern Nazarene Crimson Storm w sezonie 2018. Rozegrał dla nich 15 meczów strzelając 5 goli.

### Bears FC
Joseph przeszedł do Bears FC 1 lipca 2018. Grał tam niecały sezon.

### Florida Elite Soccer Academy
Joseph trafił do Florida Elite Soccer Academy 1 kwietnia 2019. W ich barwach wystąpił 8 razy i zdobył dwie bramki.

### Side FC 92
Joseph występował w Side FC 92 w sezonie 2020.

### SC United Heat
Joseph grał dla SC United Heat w latach 2021–2023. W sezonie 2021 rozegrał dla nich 14 meczów i strzelił 9 bramek.

### SoccerViza Talamanca
Joseph przeszedł do SoccerViza Talamanca 7 sierpnia 2023. Grał tam do 1 stycznia 2024.

## Kariera reprezentacyjna
| Mecze i gole w reprezentacji | Mecze i gole w reprezentacji | Mecze i gole w reprezentacji | Mecze i gole w reprezentacji | Mecze i gole w reprezentacji | Mecze i gole w reprezentacji | Mecze i gole w reprezentacji | Mecze i gole w reprezentacji                 |
| Bahamy                       | Bahamy                       | Bahamy                       | Bahamy                       | Bahamy                       | Bahamy                       | Bahamy                       | Bahamy                                       |
| Lp.                          | Data                         | Miejsce                      | Gospodarz                    | Gość                         | Wynik                        | Gol                          | Rozgrywki                                    |
| ---------------------------- | ---------------------------- | ---------------------------- | ---------------------------- | ---------------------------- | ---------------------------- | ---------------------------- | -------------------------------------------- |
| 1.                           | 19.11.2018                   | Nassau                       | Bahamy                       | Anguilla                     | 1:1                          |                              | Liga Narodów CONCACAF 2019/2020 – eliminacje |
| 2.                           | 16.03.2019                   | Nassau                       | Bahamy                       | Turks i Caicos               | 6:1                          |                              | Mecz towarzyski                              |
| 3.                           | 23.03.2019                   | Roseau                       | Dominika                     | Bahamy                       | 4:0                          |                              | Liga Narodów CONCACAF 2019/2020 – eliminacje |
| 4.                           | 10.09.2019                   | Nassau                       | Bahamy                       | Bonaire                      | 2:1                          |                              | Liga Narodów CONCACAF 2019/2020              |
| 5.                           | 15.11.2019                   | Nassau                       | Bahamy                       | Brytyjskie Wyspy Dziewicze   | 3:0                          | Gol                          | Liga Narodów CONCACAF 2019/2020              |
| 6.                           | 17.11.2019                   | Willemstad                   | Bonaire                      | Bahamy                       | 1:1                          |                              | Liga Narodów CONCACAF 2019/2020              |
| 7.                           | 28.03.2021                   | Nassau                       | Bahamy                       | Saint Kitts i Nevis          | 0:4                          |                              | Mistrzostwa Świata 2022 – eliminacje         |
| 8.                           | 30.03.2021                   | Santo Domingo                | Gujana                       | Bahamy                       | 4:0                          |                              | Mistrzostwa Świata 2022 – eliminacje         |
| 9.                           | 03.06.2021                   | Mayagüez                     | Portoryko                    | Bahamy                       | 7:0                          |                              | Mistrzostwa Świata 2022 – eliminacje         |
| 10.                          | 05.06.2021                   | Nassau                       | Bahamy                       | Trynidad i Tobago            | 0:0                          |                              | Mistrzostwa Świata 2022 – eliminacje         |
| 11.                          | 03.07.2021                   | Fort Lauderdale              | Gwadelupa                    | Bahamy                       | 2:0                          |                              | Złoty Puchar CONCACAF 2021 – eliminacje      |
| 12.                          | 26.03.2022                   | Quartier-d’Orléans           | Saint-Martin                 | Bahamy                       | 2:0                          |                              | Mecz towarzyski                              |
| 13.                          | 03.06.2022                   | Nassau                       | Bahamy                       | Saint Vincent i Grenadyny    | 1:0                          |                              | Liga Narodów CONCACAF 2022/2023              |
| 14.                          | 07.06.2022                   | Port-of-Spain                | Trynidad i Tobago            | Bahamy                       | 1:0                          |                              | Liga Narodów CONCACAF 2022/2023              |
| 15.                          | 10.06.2022                   | Nassau                       | Bahamy                       | Nikaragua                    | 0:2                          |                              | Liga Narodów CONCACAF 2022/2023              |
| 16.                          | 03.03.2023                   | Nassau                       | Bahamy                       | Turks i Caicos               | 1:2                          |                              | Mecz towarzyski                              |
| 17.                          | 04.03.2023                   | Nassau                       | Bahamy                       | Turks i Caicos               | 2:0                          |                              | Mecz towarzyski                              |
| 18.                          | 24.03.2023                   | Nassau                       | Bahamy                       | Trynidad i Tobago            | 0:3                          |                              | Liga Narodów CONCACAF 2022/2023              |
| 19.                          | 27.03.2023                   | Kingstown                    | Saint Vincent i Grenadyny    | Bahamy                       | 1:1                          | Gol                          | Liga Narodów CONCACAF 2022/2023              |
| 20.                          | 15.10.2023                   | Nassau                       | Bahamy                       | Antigua i Barbuda            | 1:4                          |                              | Liga Narodów CONCACAF 2023/2024              |
| 21.                          | 17.10.2023                   | Pigotts                      | Antigua i Barbuda            | Bahamy                       | 2:2                          |                              | Liga Narodów CONCACAF 2023/2024              |
| 22.                          | 22.11.2023                   | Bayamón                      | Portoryko                    | Bahamy                       | 6:1                          | Gol                          | Liga Narodów CONCACAF 2023/2024              |